# Chính sách thị thực của Kenya
Du khách đến Kenya cần xin thị thực trừ khi họ đến từ một trong những nước được miễn thị thực. Tất cả du khách phải có hộ chiếu còn hiệu lực 6 tháng.

## Bản đồ chính sách thị thực

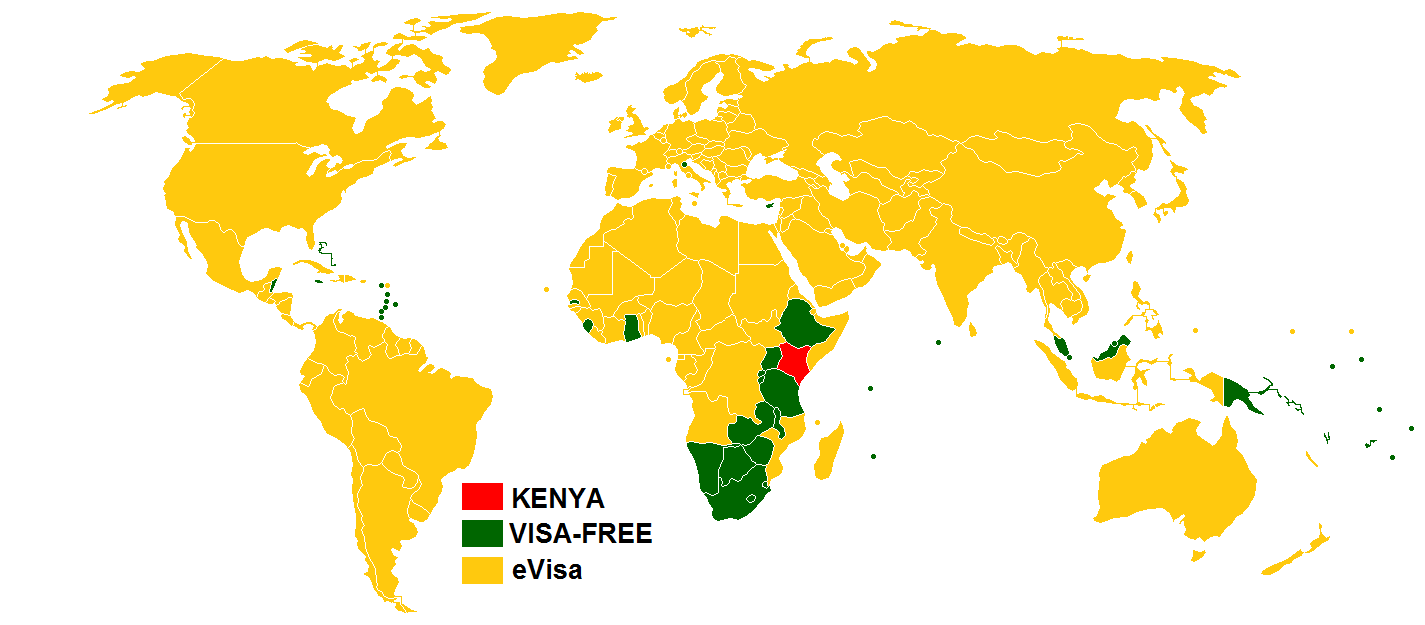
Chính sách thị thực Kenya
Kenya
Miễn thị thực
Thị thực điện tử hoặc tại cửa khẩu
Cần thị thực

## Đi lại tự do
Công dân của các nước sau có thể đến Kenya với thẻ căn cước và được phép làm việc, kinh doanh, sở hữu bất động sản, ruộng vườn, cưới và định cư tại Kenya:
| - Burundi - Rwanda - Nam Sudan - Tanzania - Uganda |

## Miễn thị thực
Công dân của 39 quốc gia sau có thể đến Kenya mà không cần thị thực lên đến 90 ngày:
| - Bahamas - Barbados - Belize - Botswana - Brunei - Síp - Dominica - Ethiopia - Fiji - Gambia - Ghana - Grenada - Jamaica - Kiribati - Lesotho - Malawi - Malaysia (30 ngày) - Maldives - Mauritius - Namibia | - Nauru - Papua New Guinea - Samoa - Saint Kitts và Nevis - Saint Lucia - Saint Vincent và Grenadines - San Marino - Seychelles - Sierra Leone - Singapore - Quần đảo Solomon - Nam Phi - Swaziland - Tonga - Trinidad và Tobago - Tuvalu - Vanuatu - Zambia - Zimbabwe |

Miễn thị thực với người sở hữu hộ chiếu ngoại giao hoặc công vụ của Brasil và Trung Quốc và hộ chiếu ngoại giao của Ấn Độ.
Công dân của Uganda, Rwanda và Kenya có thể đi lại tự do giữa các nước bằng thẻ căn cước.
Thỏa thuận miễn thị thực cho hộ chiếu ngoại giao được ký với Các Tiểu vương quốc Ả Rập Thống nhất và chưa có hiệu lực.

## Thị thực điện tử
Kenya giới thiệu hệ thống thị thực điện tử từ ngày 2 tháng 7 năm 2015. Theo chính phủ, đơn xin phải được nộp ít nhất 7 ngày trước khi khởi hành và có thể ở lại lên đến 90 ngày.

## Thị thực tại cửa khẩu
Thị thực tại cửa khẩu vẫn làm việc và du khách có thể ở lại 90 ngày với loại thị thực này.

## Consular visa
Công dân của các quốc gia và vùng lãnh thổ sau cần loại thị thực không thể xin trực tuyến mà phải xin qua dịch vụ của Bộ nhập cư để họ xử lý và phê chuẩn:
| - Afghanistan - Armenia - Azerbaijan - Eritrea - Iraq - Triều Tiên - Kosovo | - Liban - Libya - Palestine - Somalia - Syria - Tajikistan - Yemen |  |

Trẻ em dưới 16 tuổi không cần trả phí thị thực.

## Thị thực Du lịch Đông Phi
Từ tháng 2 năm 2014 Kenya, Rwanda và Uganda bắt đầu cấp Thị thực Du lịch Đông Phi. Nó có giá 100 đô la Mỹ và không có giới hạn nào về quốc tịch. Đây là loại thị thực nhập cảnh nhiều lần không gia hạn được và có hiệu lực 90 ngày, nó phải được sử dụng lần đầu tại nước cấp thị thực này.